# Janowo (gmina Sużany)
Janowo (lit. Jonėnai; hist.: pol. Johanowo, lit. Dvailinių Jonėnai) – wieś na Litwie, w okręgu wileńskim, w rejonie wileńskim, w gminie Sużany, pomiędzy jeziorami Oświe i Wirungla, na terenie Oświeskiego Parku Regionalnego.

## Historia
Pod zaborami folwark; w II Rzeczypospolitej wieś. W XIX i w początkach XX w. położone było w Rosji, w guberni wileńskiej, w powiecie wileńskim, w gminie Giedrojcie. Po I wojnie światowej pod administracją polską, w Zarządzie Cywilnym Ziem Wschodnich. W latach 1920–1922 w składzie Litwy Środkowej.
Od 11 kwietnia 1922 leżało w Polsce, w województwie wileńskim, w powiecie wileńsko-trockim, w gminie Niemenczyn, przy granicy z Litwą. W 1931 miejscowość liczyła 49 mieszkańców, zamieszkałych w 10 budynkach.
Po II wojnie światowej w granicach Związku Sowieckiego. Od 1991 na niepodległej Litwie.

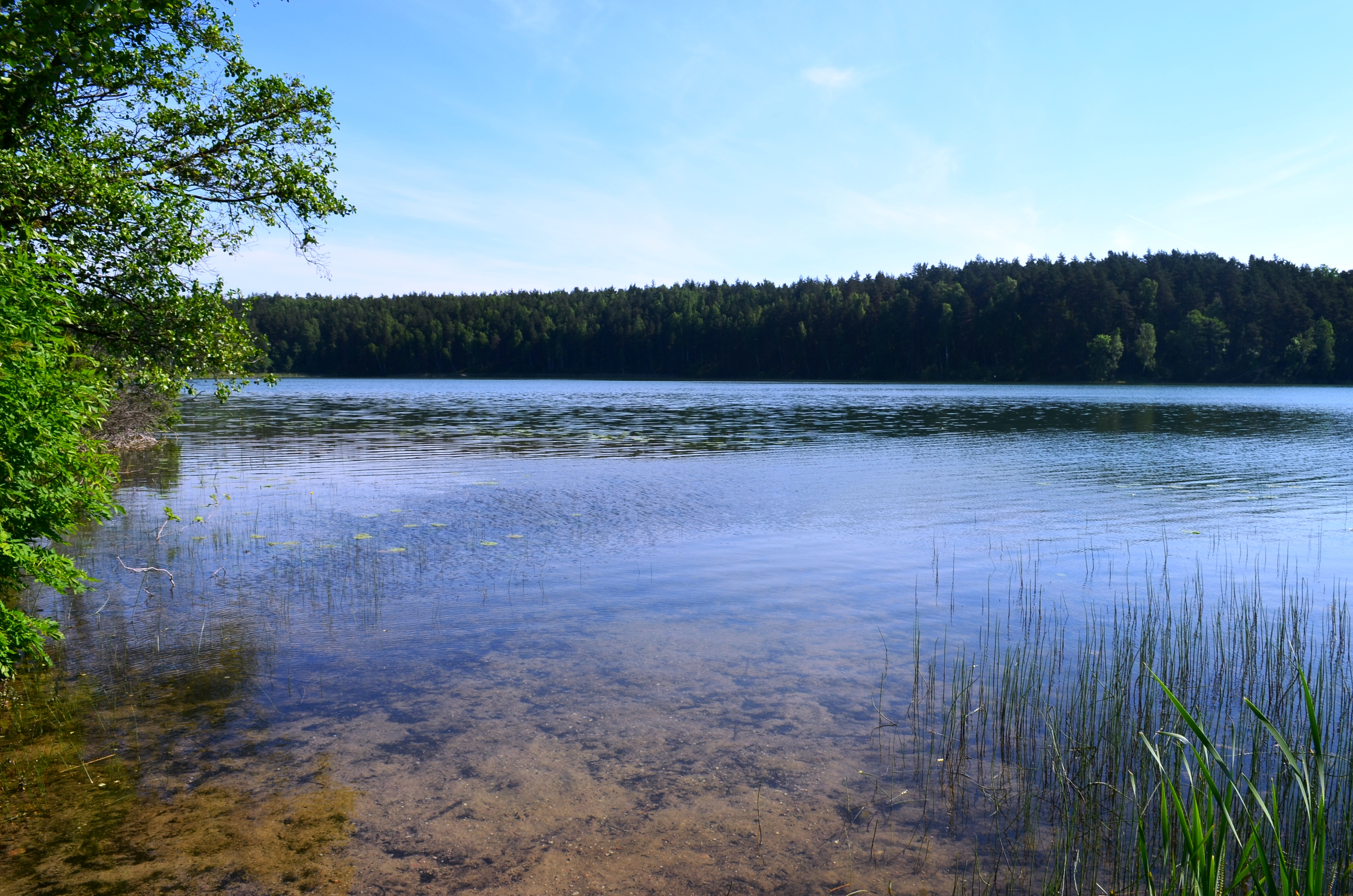
Oświe na wysokości Janowa. W okresie międzywojennym przez jezioro przebiegała granica polsko-litewska.